# سيمون مارتن
سيمون مارتن (بالهولندية: Simon Martin)‏ هو فنان فيديو هولندي، ولد في 1965 في Venlo ‏ في هولندا.